# Tim Johnson (Politiker, Juli 1946)

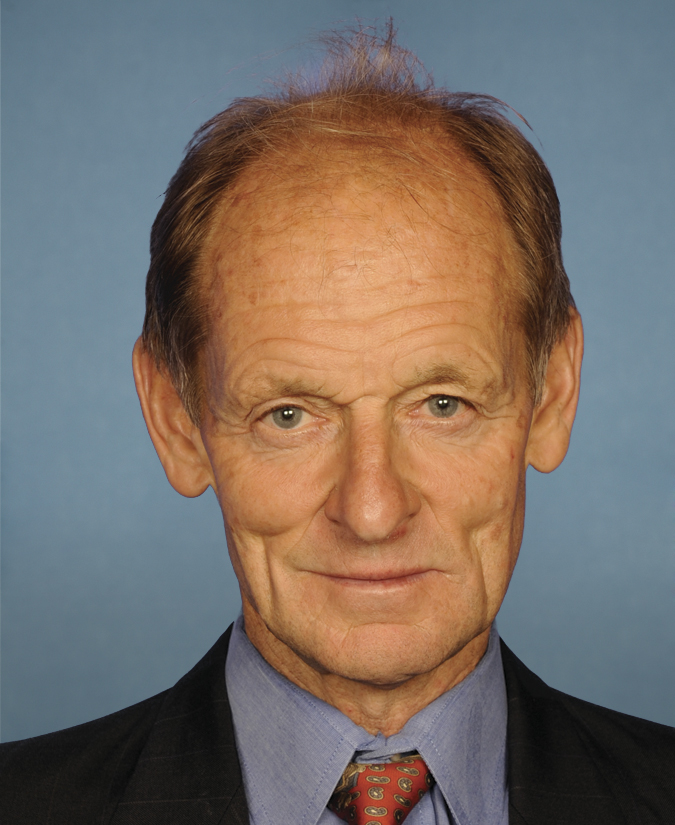
Tim Johnson

Timothy Vincent „Tim“ Johnson (* 23. Juli 1946 in Urbana, Illinois; † 9. Mai 2022 ebenda) war ein US-amerikanischer Politiker (Republikanische Partei). Von 2001 bis 2013 vertrat er den Bundesstaat Illinois im US-Repräsentantenhaus.

## Werdegang
Tim Johnson besuchte die Urbana High School und studierte bis 1964 an der United States Military Academy in West Point. Nach einem Jurastudium am College of Law der University of Illinois und seiner Zulassung als Rechtsanwalt begann er in diesem Beruf zu praktizieren. Außerdem arbeitete er in der Immobilienbranche. Gleichzeitig schlug er als Mitglied der Republikanischen Partei eine politische Laufbahn ein. Zwischen 1971 und 1975 saß er im Gemeinderat von Urbana; von 1976 bis 2000 war er Abgeordneter im Repräsentantenhaus von Illinois.
Bei den Kongresswahlen des Jahres 2000 wurde Johnson im 15. Wahlbezirk von Illinois in das US-Repräsentantenhaus in Washington, D.C. gewählt, wo er am 3. Januar 2001 die Nachfolge von Thomas W. Ewing antrat. Nach fünf Wiederwahlen konnte er sein Mandat im Kongress bis zum 3. Januar 2013 ausüben. In diese Zeit fielen die Terroranschläge am 11. September 2001, der Irakkrieg und der Militäreinsatz in Afghanistan. Johnson war zuletzt Mitglied im Landwirtschaftsausschuss und im Ausschuss für Verkehr und Infrastruktur sowie in insgesamt fünf Unterausschüssen. Außerdem gehörte er fünf Congressional Caucuses an.
Am 5. April 2012 kündigte Johnson seinen Rückzug aus dem Kongress an. Sein Nachfolger im 15. Distrikt wurde nach einer Umstrukturierung der Bezirke John Shimkus.